# 金华子城

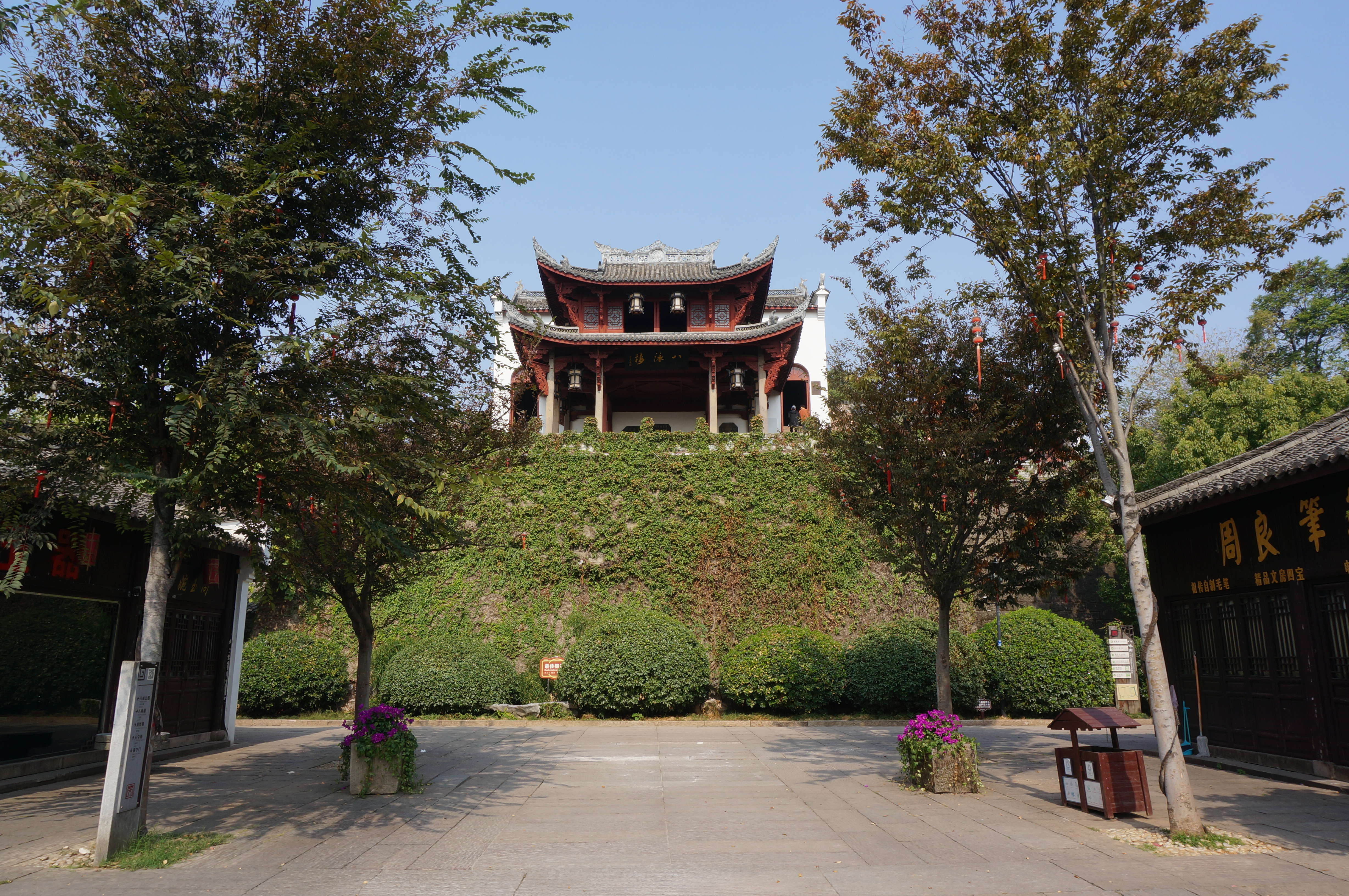
八咏楼

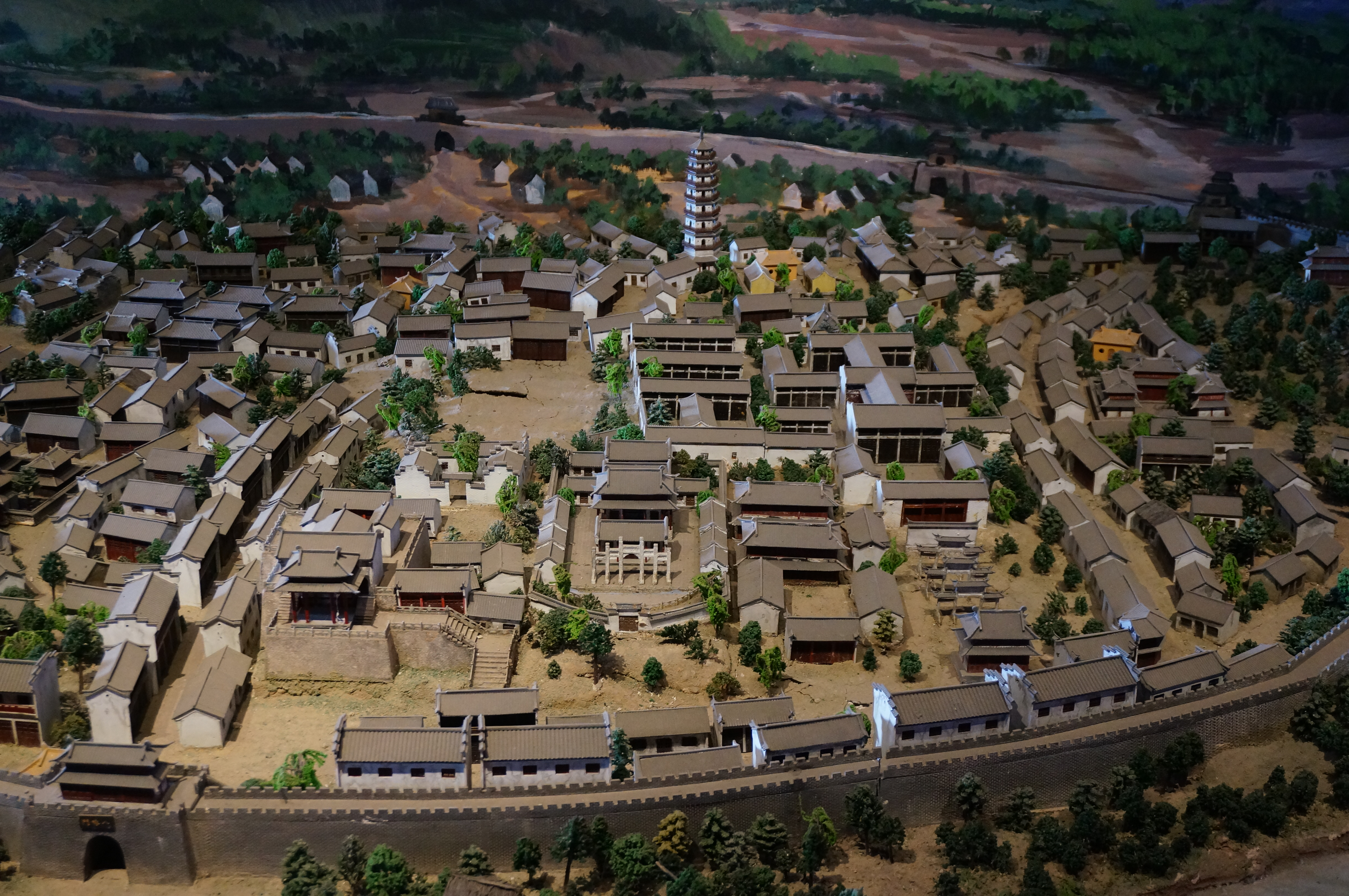
陈列于八咏楼内的古子城模型

金华子城俗称古子城，是原金华府城的子城，位于今中华人民共和国浙江省金华市婺城区城东街道东阳江、武义江交汇处的江北坡地上。金华子城最初随婺州城建于唐天复三年（903年），大致呈方形，设有四个城门:5。子城城墙在元、明、清朝期间经数次损毁和重建，最后大部分城墙于1938年12月10日中国抗日战争期间被拆除以用于防空和便于居民疏散目的，仅存几处遗址。
1995年，金华市当地政府开始了古子城的保护工作，划定了古子城历史保护街区，核心区域为东市街以西、飘萍路以北、胜利街以东、石榴巷以南。2015年后，古子城又开始了商业及旅游开发工作，试图打造AAAA级旅游景区婺州古城。2019年首先建成“一街六馆”项目并开放城垣遗址。

## 范围

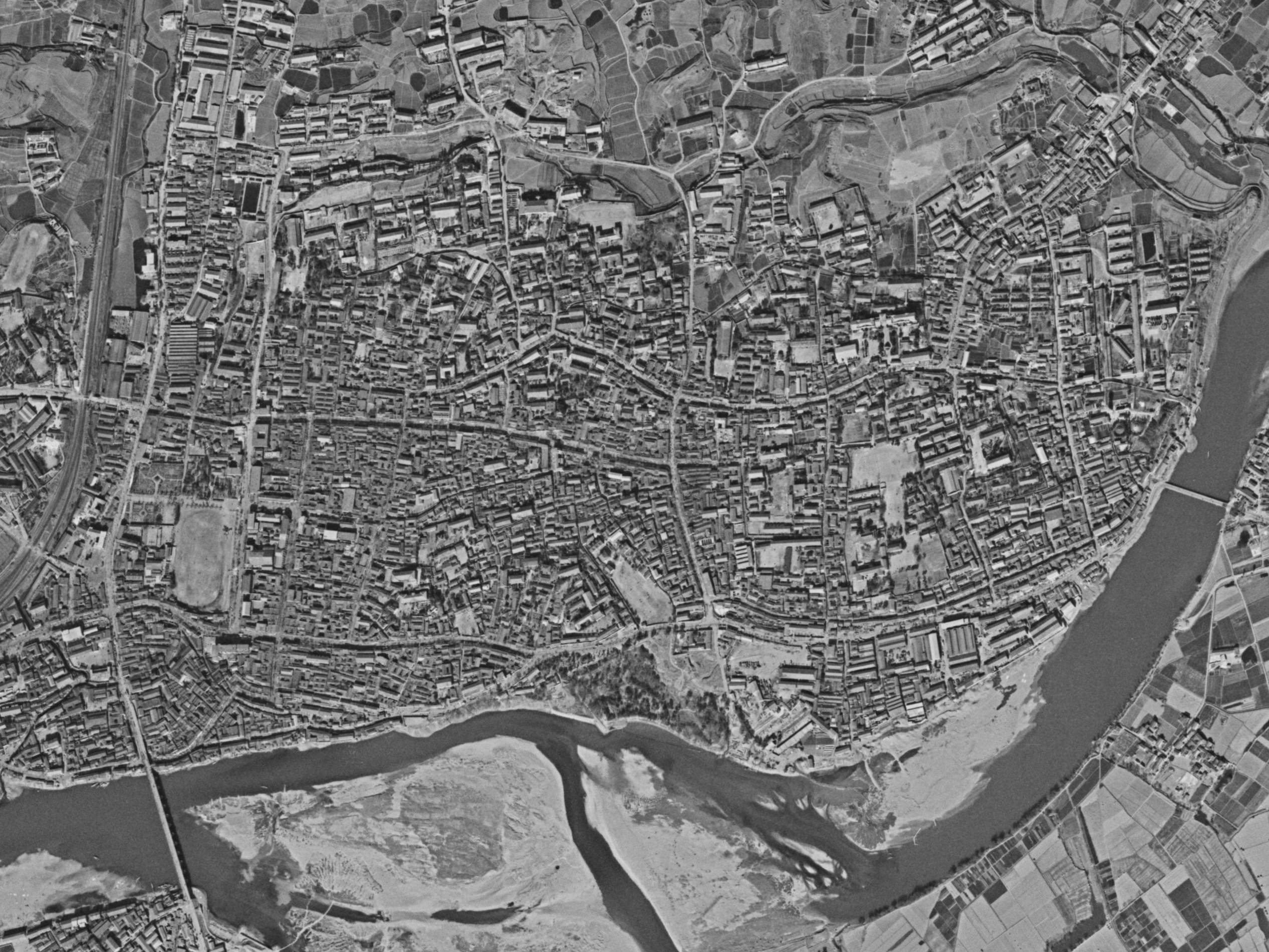
金华老城区卫星图（1972年）

金华子城位于婺江北岸的金华老城区东、金华山南坡的大洪山丘陵地带，坐北朝南，大致呈长方形：直径一华里二百九十步五尺，周长约四华里，南靠东阳江和武义江交汇的燕尾洲:5,123。后根据考古发掘和实地考证，古子城城垣西邻酒坊巷、南至八咏路、东倚东市街、北抵将军路，东西长约320米，南北长约350米，全长1393米，共占地10.2公顷。
2013——2015年金华市编制了《金华古子城历史文化街区保护规划》，划定了三个层级的保护范围；
- 规划范围：从将军路向北拓展至石榴巷北侧，用地面积43公顷
- 保护范围：东市街、飘萍路、胜利街、石榴巷合围的37.1公顷
- 核心保护范围：剔除保护范围内的一些现代建筑和学校、服务业等用地，确定为22.7公顷

### 城门

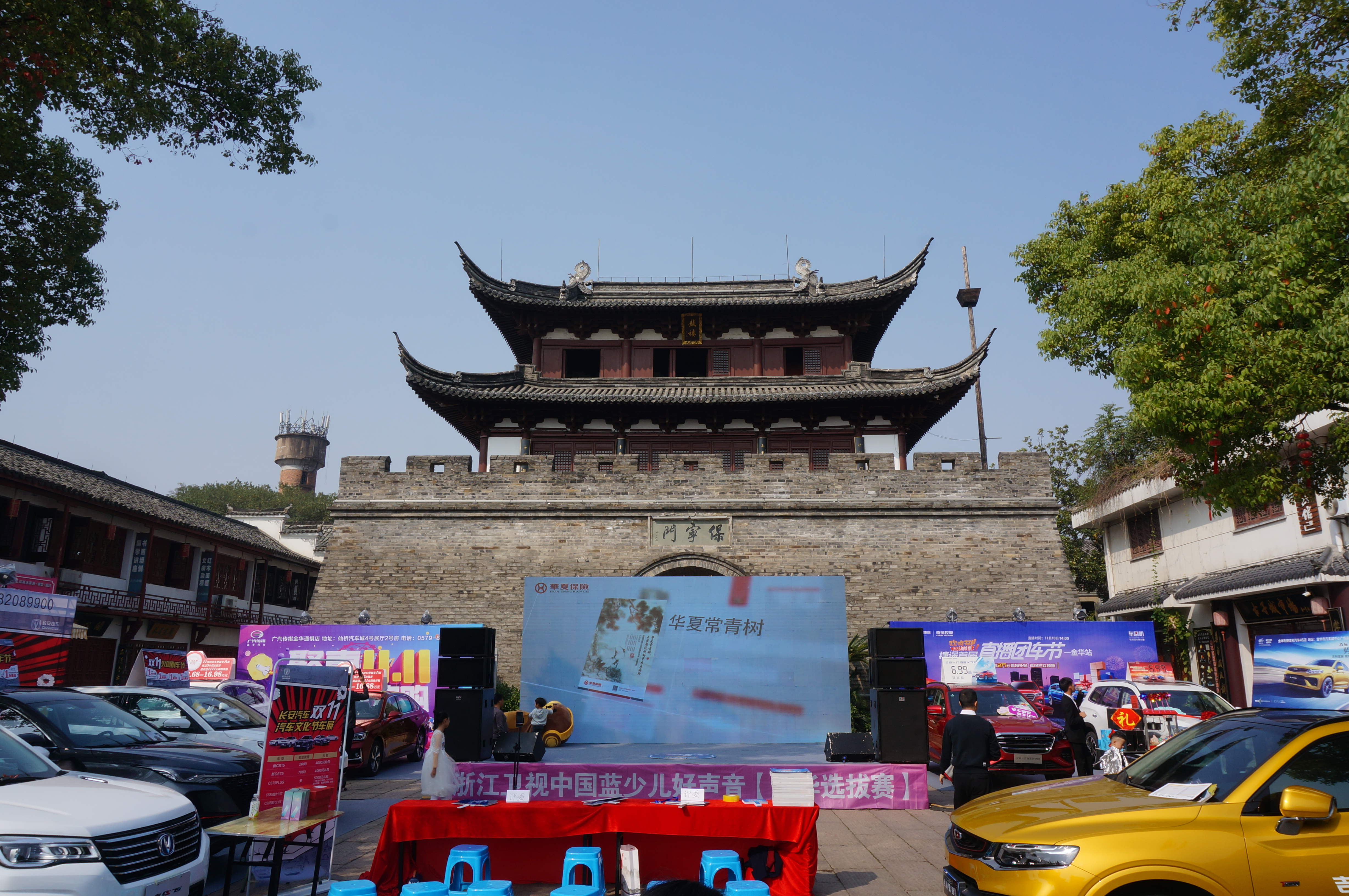
古子城保宁门

金华子城有四个城门，南为保宁门，东为熙春门，西为桐树门，北为金华门。分别位于子城南首、东市北街中、八咏楼西侧酒坊巷口和北侧鼓楼里将军路口:128。
目前子城城门中仅留存保宁门。保宁门随子城建于唐天复年间，宋宣和四年（1122年）加建鼓楼。但于元明时期便已毁坏，仅剩遗迹。于2004年重建，12月18日完工:1343。

### 文保单位
保护范围内有全国重点文物保护单位太平天国侍王府；浙江省文物保护单位5个：即八咏楼、台湾义勇队旧址、永康考寓、邵飘萍旧居、宏济桥码头；金华市文保单位8个：即赤松门城垣遗址、满堂书院、真神堂旧址、《浙江潮》旧址、将军楼、福音医院、何氏三杰陈列馆、侵华日军铁路桥遗址；文保点有3个，即酒泉井、休文井、三清宫。

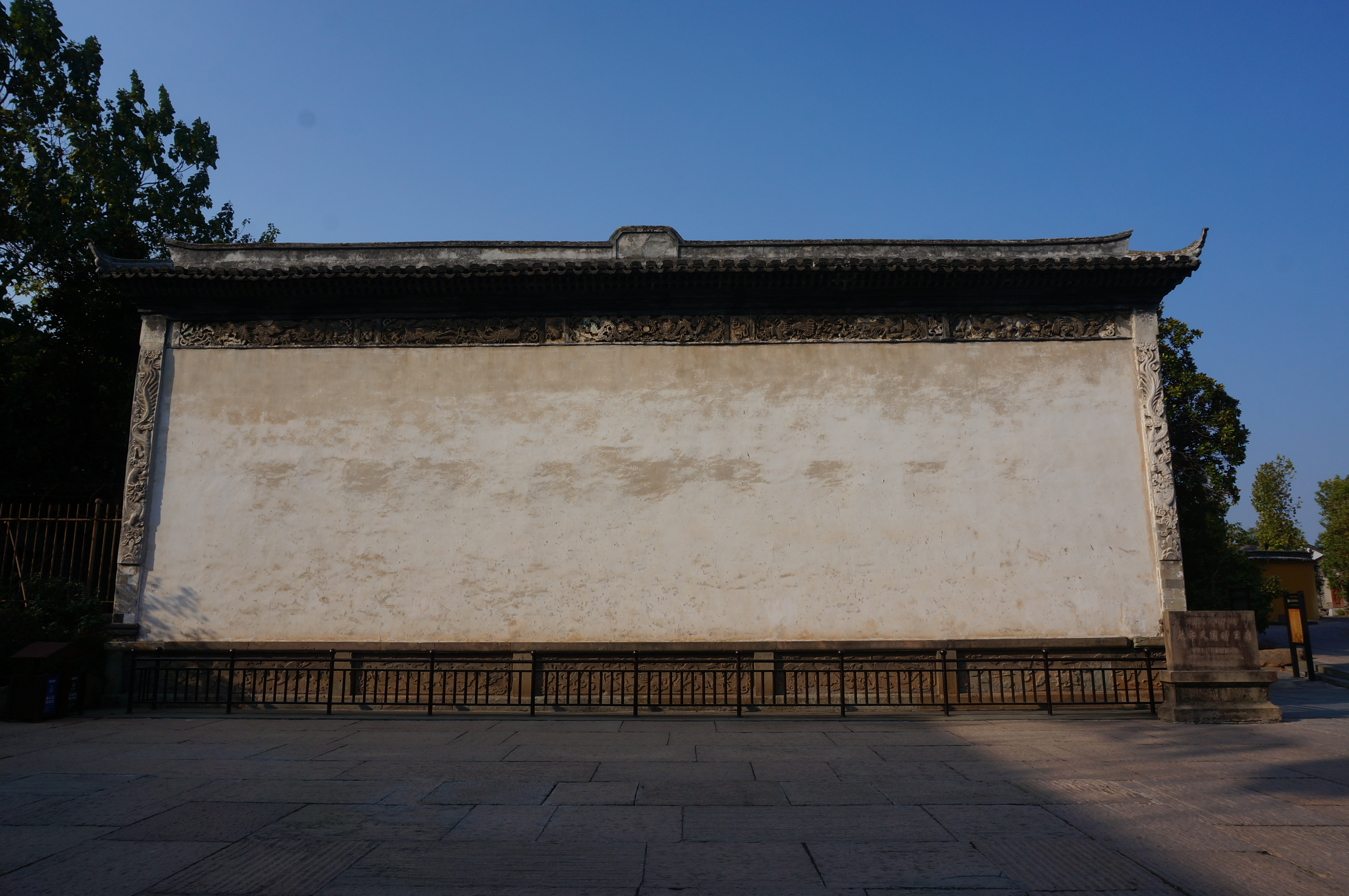
太平天国侍王府照壁
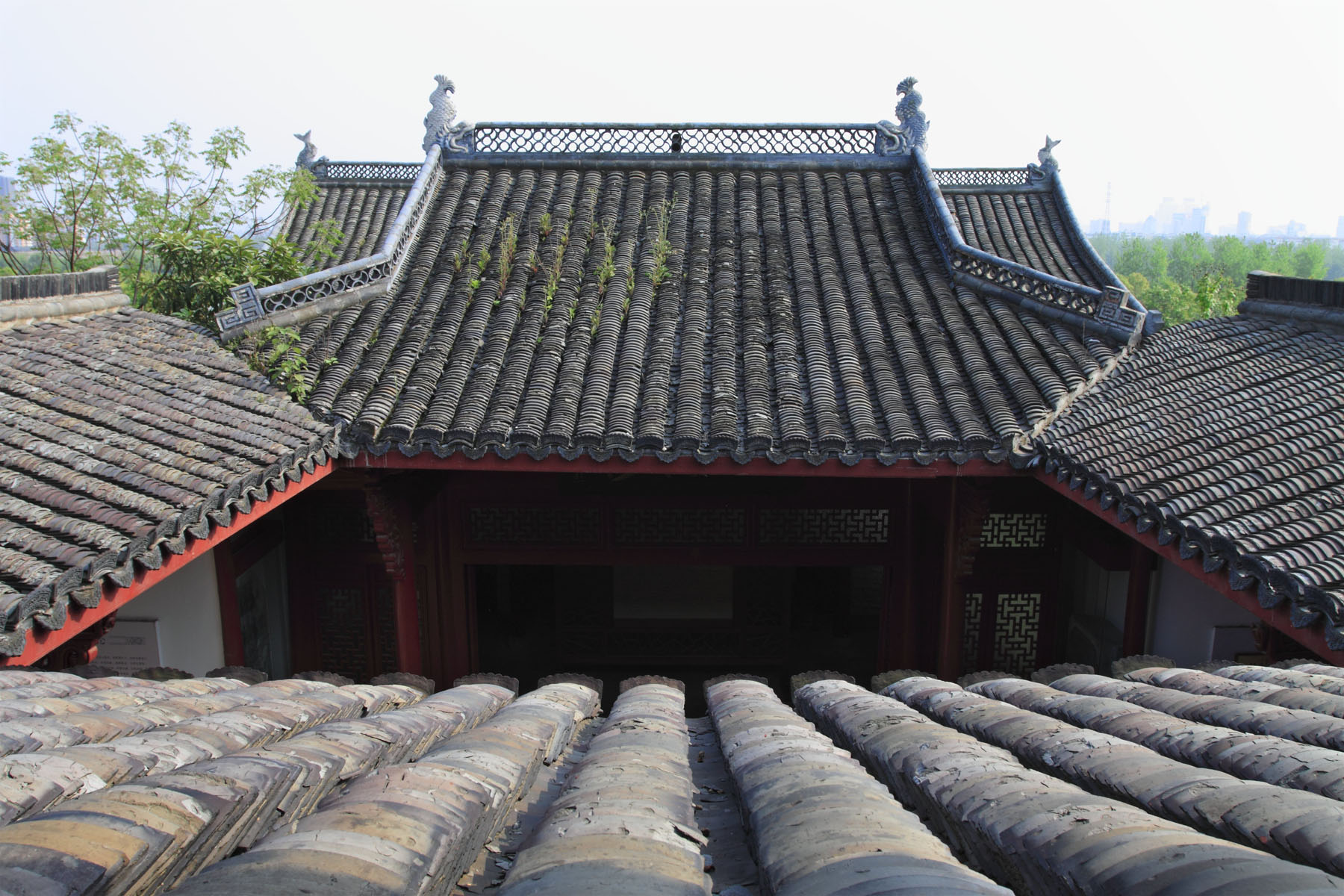
八咏楼
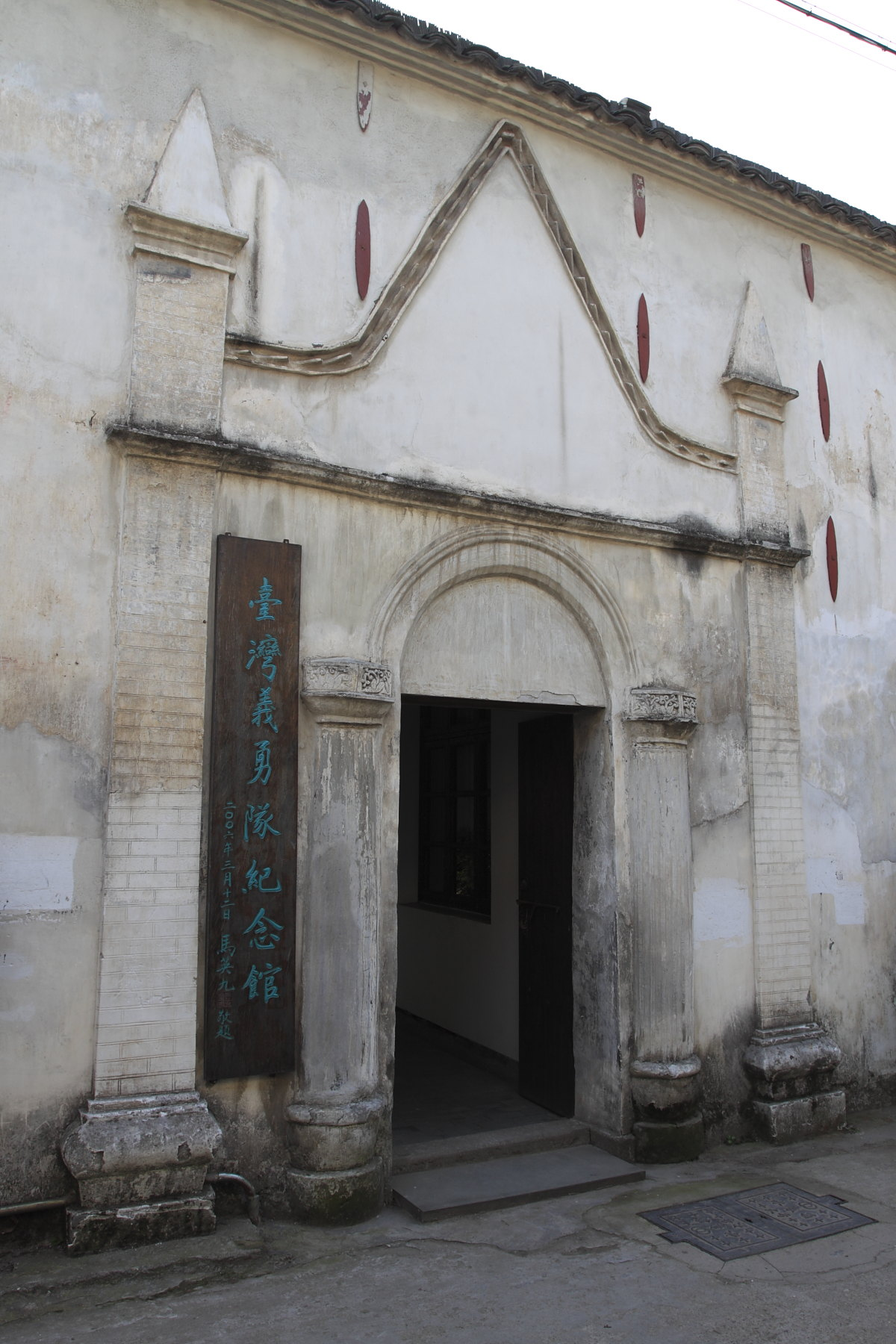
台湾义勇队旧址
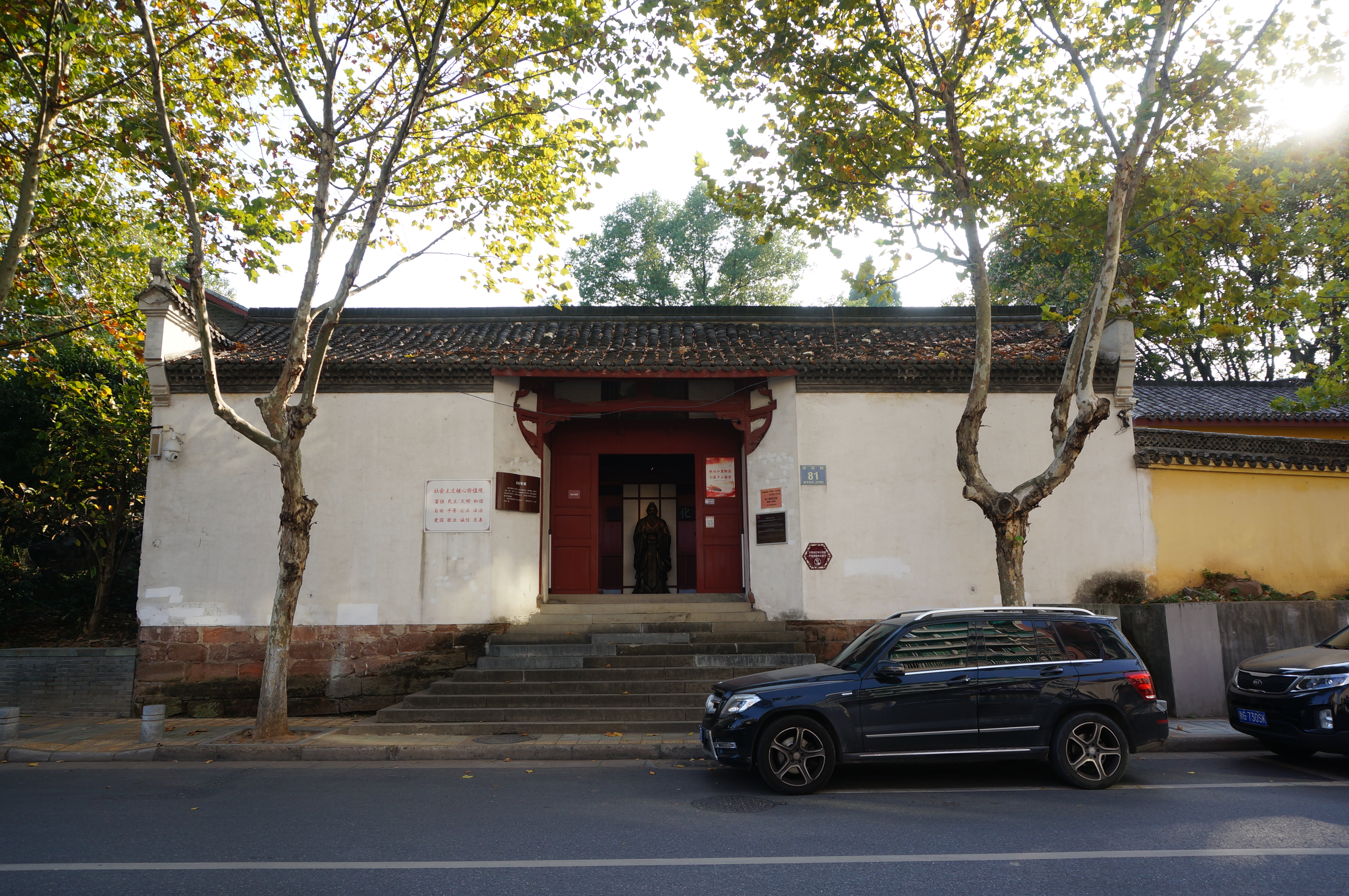
永康考寓
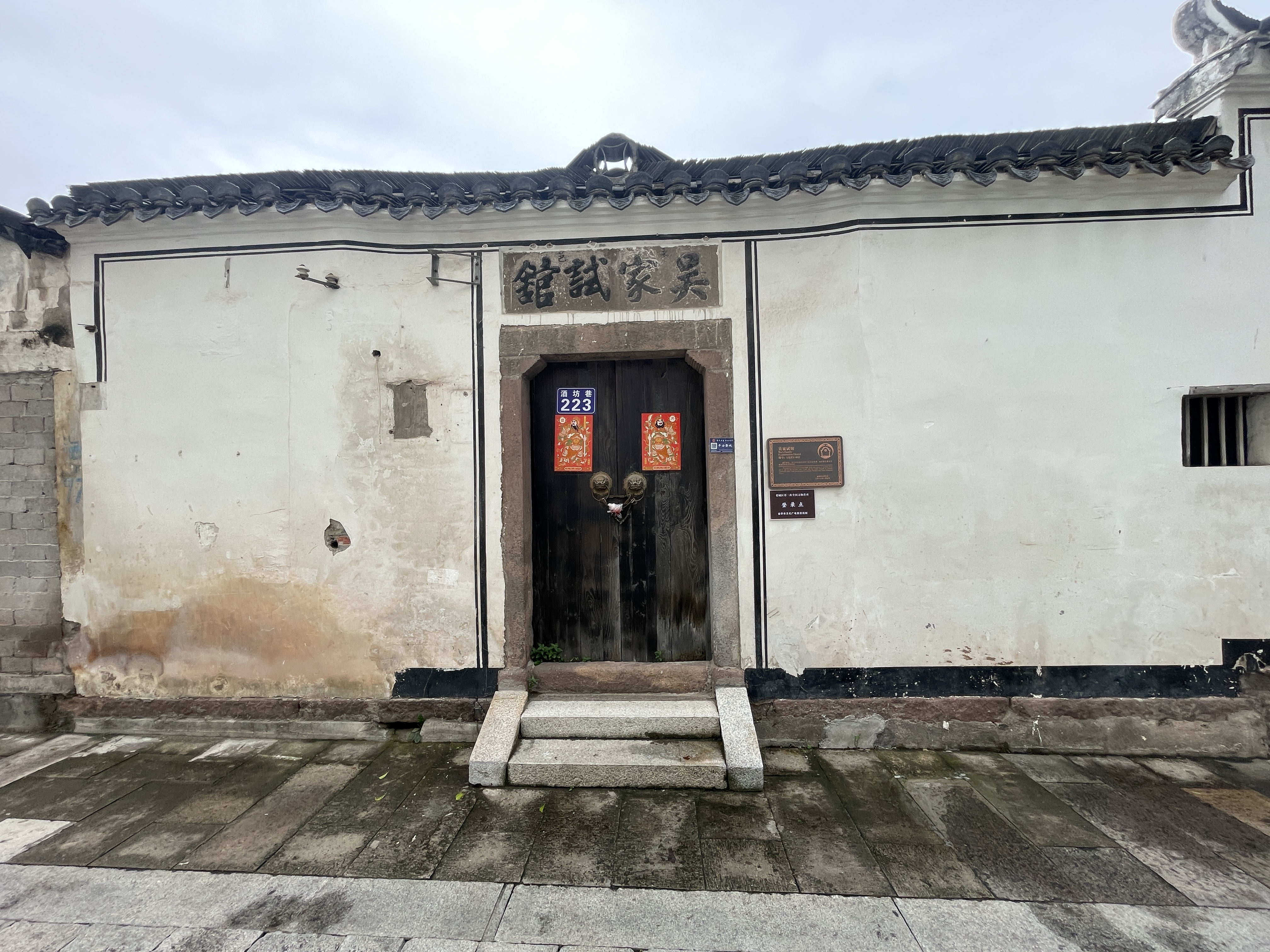
吴家试馆
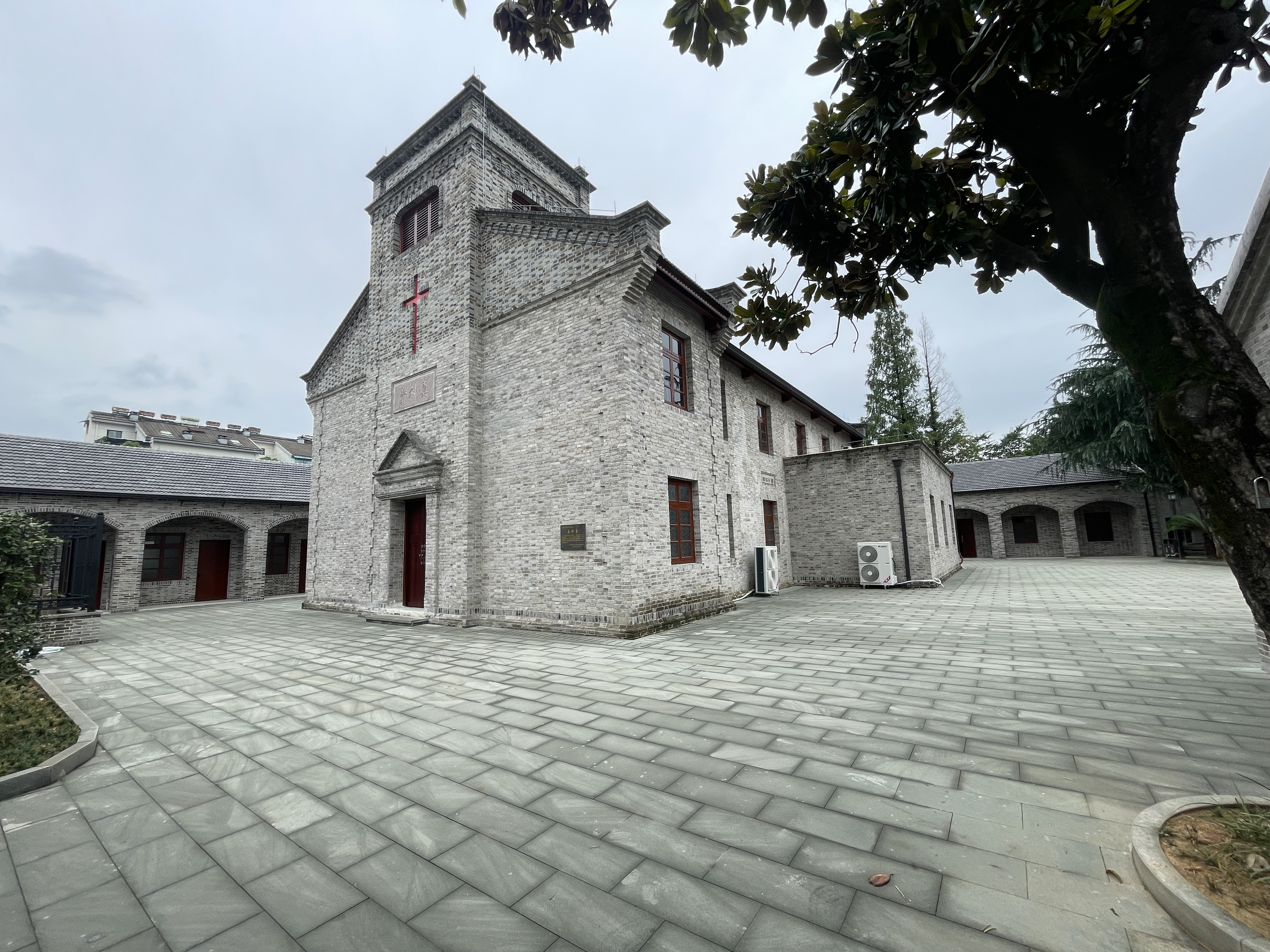
真神堂旧址
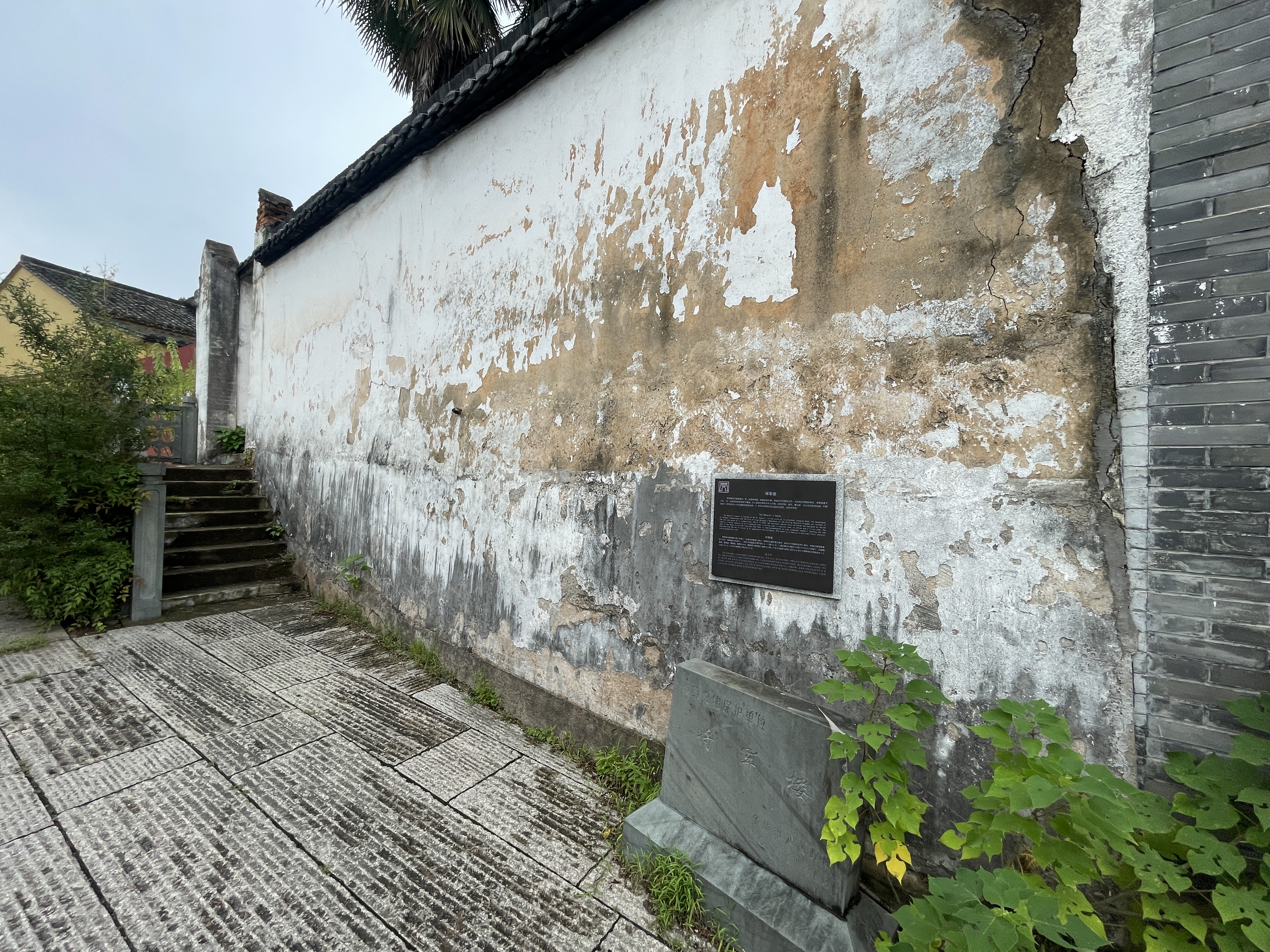
将军楼
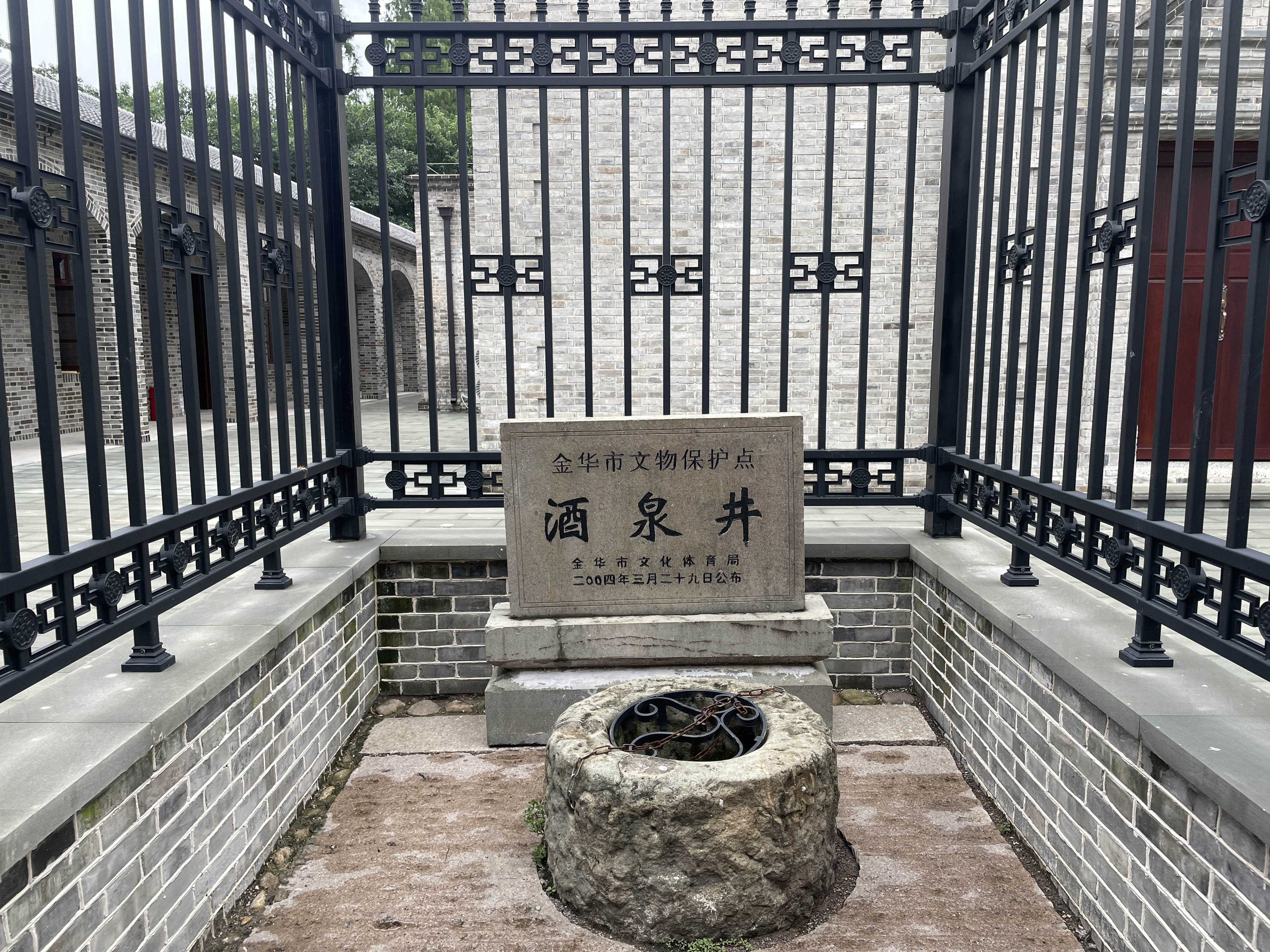
酒泉井
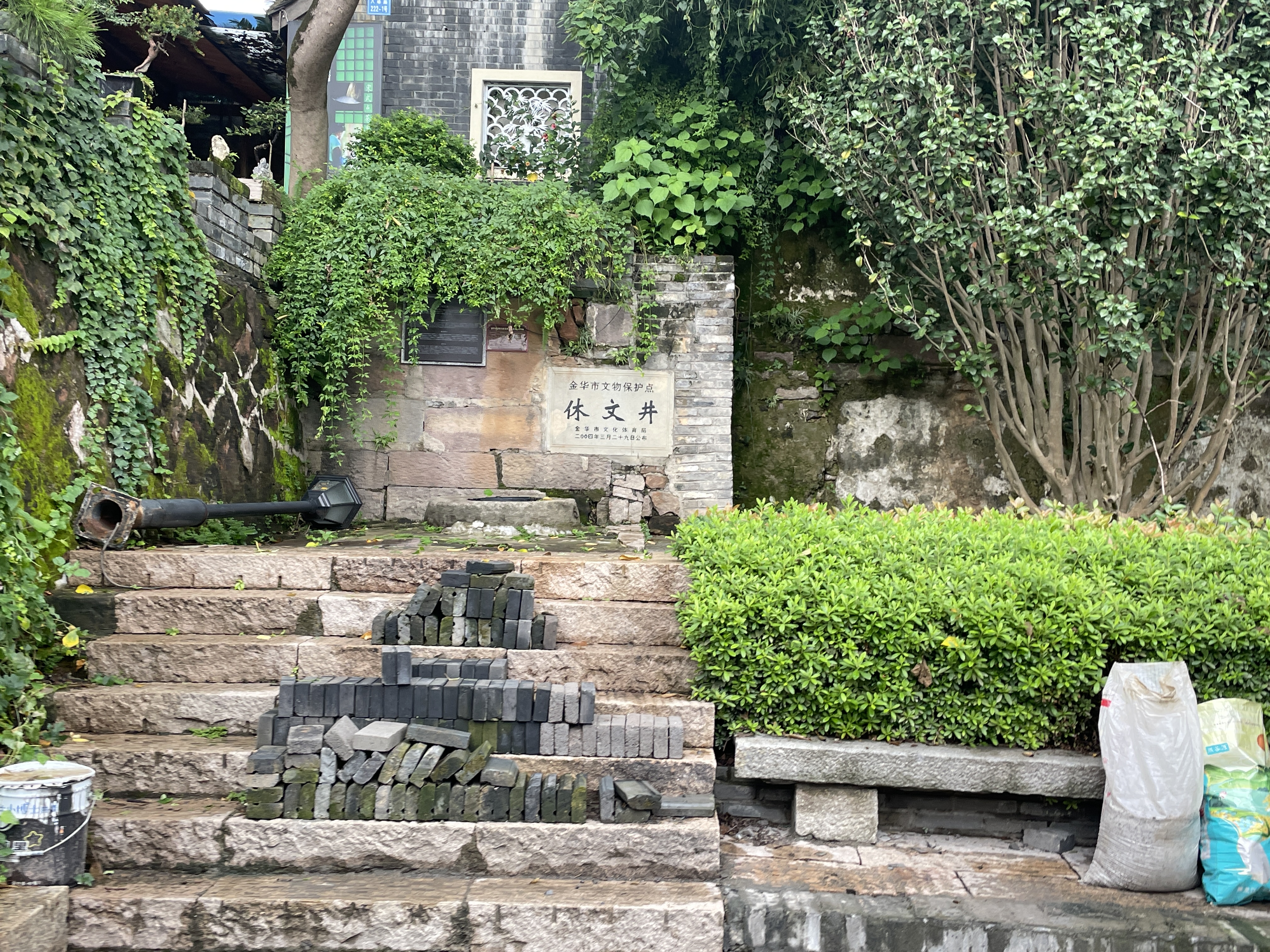
休文井
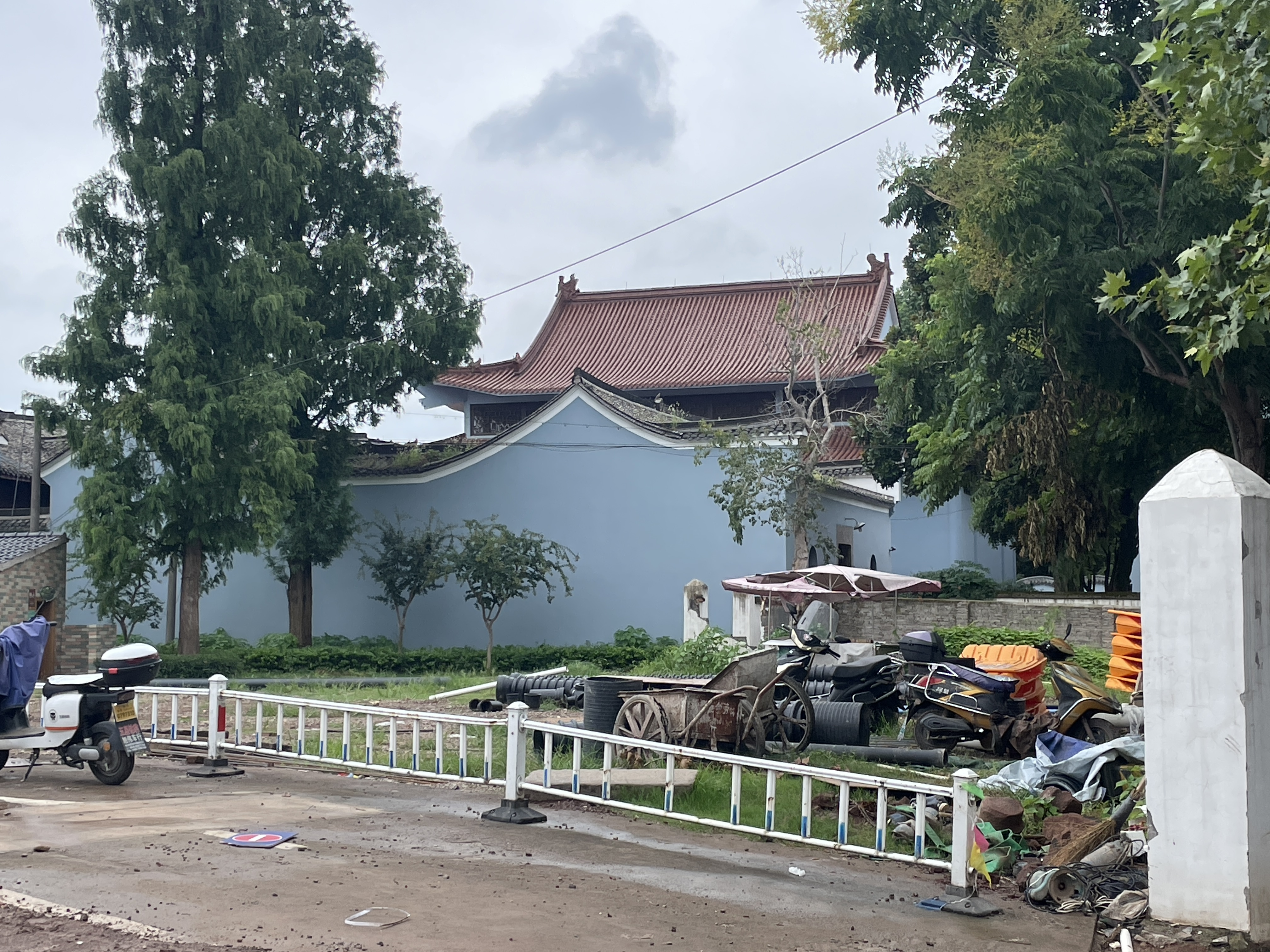
三清宫

### 历史街巷
古子城历史文化街区内的道路街巷依据保护程度分为三级，区内重点打造酒坊巷、八咏路“两巷”。
| 路名       | 图片 | 长度  | 宽度  | 走向                  | 曾用名                                      | 备注                     |
| ---------- | ---- | ----- | ----- | --------------------- | ------------------------------------------- | ------------------------ |
| 酒坊巷     |      | 616米 | 6米   | 南北                  | 桐齐坊 卫生巷 健康巷                        | 步行街                   |
| 太史第     |      | 616米 | 6米   | 南北                  | 桐齐坊 卫生巷 健康巷                        | 将军路以北、现酒坊巷北段 |
| 八咏街     |      | 921米 | 3.4米 | 东西                  | 赤松门外街、赤松门内街 拦路前 鼓楼前 群建路 | 步行街                   |
| 鼓楼里     |      | 405米 | 4.5米 | 南北                  | 光明路 古楼里 古楼前                        | 步行街                   |
| 子城范围外 |      |       |       |                       |                                             |                          |
| 红军巷     |      | 245米 | 6.5米 | 之字形 （大致东西向） | 火神庙前 柏树巷                             | 酒坊巷以西               |
| 石榴巷     |      | 500米 | 3-8米 | 东西                  | 永胜巷 塔后巷 石榴园                        | 将军路以北               |
| 塔后巷     |      | 90米  | 2.5米 | 南北                  |                                             | 将军路以北               |
| 天柱巷     |      | 207米 | 3米   | 南北                  | 永胜巷                                      | 将军路以北               |

- 二级历史街巷：石榴巷75弄、营房保、蓝馥井、白云巷及旌孝街西段
- 三级历史街巷：将军路、东市街、胜利街、解放东路（四牌楼路）、东市街、旌孝街中段

## 保护

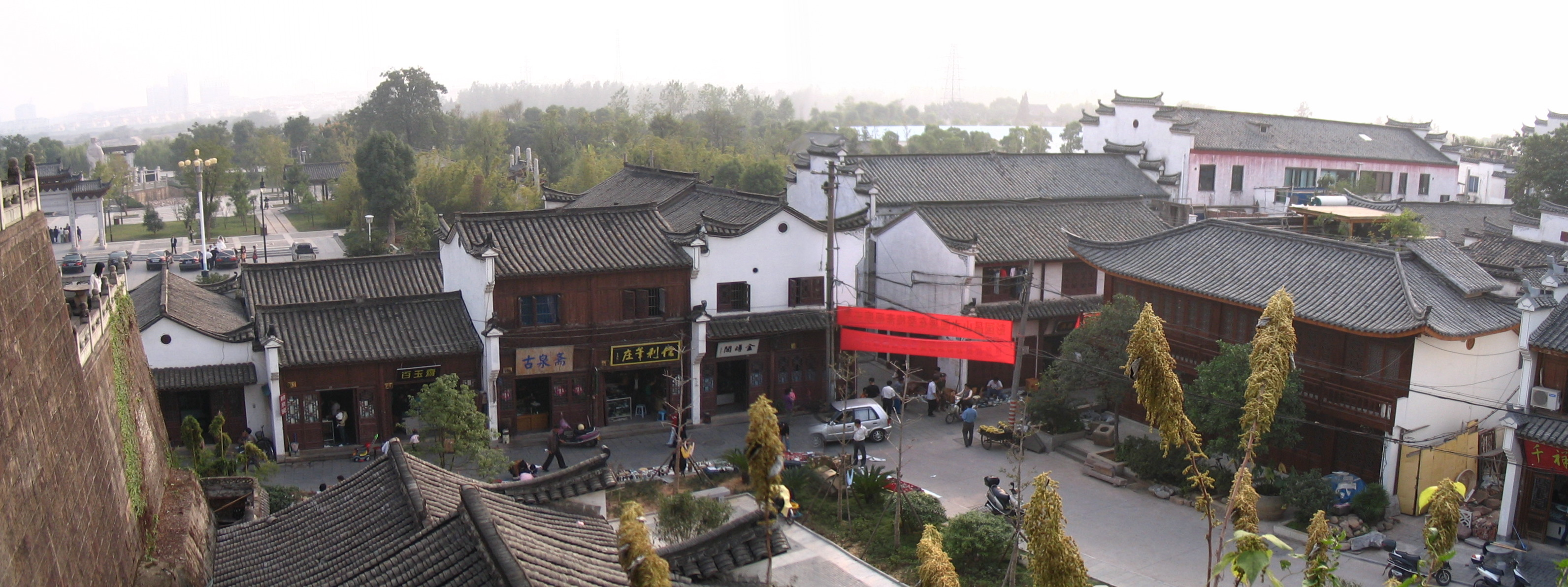
八咏路上的古玩商店（2006年）

古子城区域的开发最初是由当地政府牵头启动，在其主导下的进展情况可分为三个不同阶段。
1995年，仇保兴领导的中共金华市委、金华市政府对金华的旧城改造项目提出“辟新区、保旧城、复风貌、保子城、继文脉、保重点”的保护方针，划定古子城区块为市本级历史保护街区。并于1996年成立了“古子城历史文化区管理委员会办公室”:133。当时市政府曾尝试申报金华市为中国历史文化名城，但未能成功。区内部分房产因涉军而未能征收改造。
2004年，金华市人民政府批复《金华市古子城历史街区保护与建筑规划》:1344。修缮项目首先以八咏路为中心，并打通鼓楼里中轴线：相继修缮了八咏路上的徐家故里、状元坊、章宅等一批明清古民居，同时修建了仿明清的古玩收藏品市场，重建了保宁门和拦路井，还迁建了黄宾虹故居。其中古玩市场于1997年左右从人民东路青山二弄迁入：最初仅有一些邮币卡商贩，后来绘画、书法和古玩等收藏家也逐渐加入。2012年后，又因为黄蜡石市场火热而兴起数家黄蜡石交易店面，成为全中国最大的黄蜡石贸易聚集地。鼎盛时期在八咏路、飘萍路沿街有200多家古玩店面。
其次，打通东市街，建设金华市博物馆，并在东市街西、宏济桥头地块，结合修缮福音医院、何氏三杰陈列馆等保护建筑建设休闲、商业用房。
第二阶段是在金华申请评定中国历史文化名城前后。在申办期间，金华市政府于2006年6月26日成立市名城创建办，对包括古子城区域内的具有历史价值的建筑进行普查。2007年3月金华被国务院正式列入国家级历史文化名城，核心区域即为古子城，范围包括为东市街以西、飘萍路以北、胜利街以东、石榴巷以南。2008年金华市旅游局出台《关于古子城历史文化区创建AAAA旅游区的建议方案》。2010年10月《金华市历史文化名城整治改造建设项目可行性研究报告》通过专家评估。2011年——2014年区内的老六中、启明学校、古子城农贸市场陆续搬迁:133。2014年4月，鼓楼里文化创意创业园开园。
2013——2015年金华市编制了《金华古子城历史文化街区保护规划》和《金华古子城历史文化街区整治详细规划》，规划明确了古子城历史文化街区定位，即为金华市历史文化综合展示片区、城市文化休闲生活中心、城市重要的旅游目的地；划定了三个层级的保护范围；主要建设内容包括加快古玩街提档改造、改造提升八咏路传统商业步行街、保护修缮传统建筑、复建万佛塔等项目，并在街区内规划建设“一街六馆”特色工艺街、美食街等和旅游服务中心等。2018年初，浙江省人民政府批复古子城的历史文化街区保护规划。
第三阶段为金华市城投集团接手古子城、“一街六馆”开放后，对景区内整体空间环境进行了改造，建设数个展现街区历史的浮雕、喷泉、酒坛、壁画等，着重强调了文化氛围的打造和旅游体验的提升。
古子城于2020年7月25日被列入第六批浙江省历史文化街区。根据《浙江省历史文化名城名镇名村保护条例》要求，金华市人民政府随即组织编制了《金华古子城、雅畈历史文化街区保护规划（2021-2035）》。

## 旅游开发
2018年初，浙江省人民政府批复古子城的历史文化街区保护规划。工程包括城垣修缮、文庙复建、古玩市场搬迁。城垣修缮由金华市城投集团负责。先期修缮鼓楼里西侧、靠近酒坊巷的城垣。其次，城投集团以八咏路为主街，酒坊巷、熙春巷、鼓楼里为辅街，打造“一主三辅”的八咏路步行街，保留区内的传统民居。将原古玩商店迁至城垣上的文庙遗址、老六中校园内；并在步行街沿线打造特色饼一条街，以及火腿馆、酥饼馆、婺剧馆、金华酒馆、道情馆、中医馆等“一街六馆”项目，于2019年起陆续开放。
古子城历史街区占地面积37.1公顷，以婺州古城景区名义运营，由金华市城投集团下属的金华市婺州古城文化旅游投资发展有限公司运营。古城范围西至胜利街、东至东市街、南至飘萍路、北至石榴巷。经过规划后其景区结构可用“一城两巷、一带两环”表述：一城指古子城，两巷指酒坊巷、八咏路，一带指金华市博物馆发展带；两环指城垣遗址历史文化散步道和酒坊巷—石榴巷—旌孝街—鼓楼里—八咏街传统街巷环。

### 鼓楼里文创园

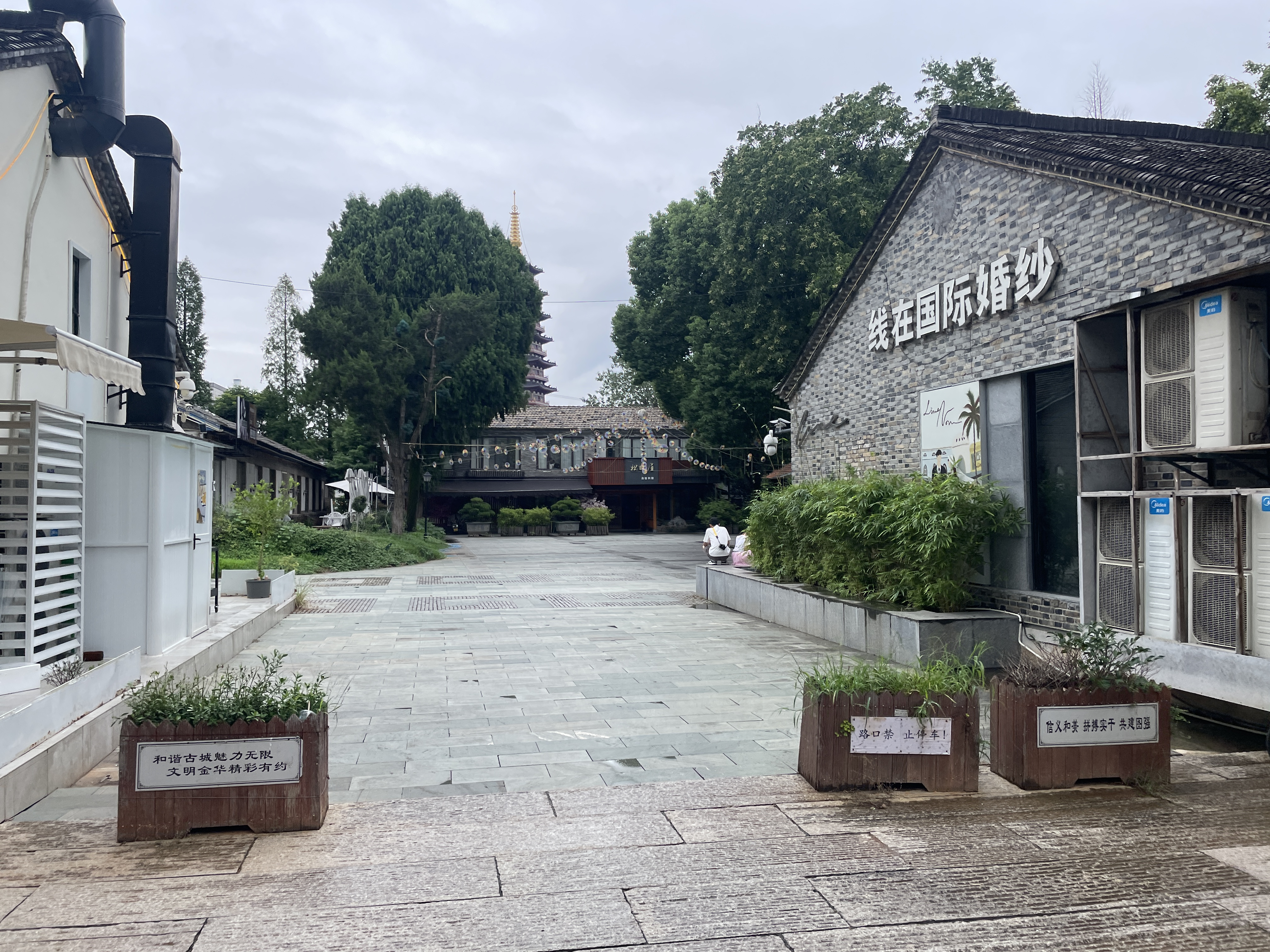
鼓楼里文创园

鼓楼里文化创意创业园位于鼓楼里北侧，紧邻太平天国侍王府遗址和金华市博物馆，原址为解放军73132部队和73812部队营房。园区于2012年12月开始筹建，聘请浙江省古建筑设计研究院设计整治方案。在获得了市、省、国家文物局及解放军产权部门的批准后，于2013年10月开始动工建设，2014年5月完工。
园区占地面积18000平方米，分为三个主题街区，A区为小型创意商业街区，B区为大型娱乐商业区，C区为文化艺术休闲区。园区内老营房19栋，建筑面积约4900平方米；并补建10栋新建筑，面积约5400平方米，共能提供100家店面空间。
文创园开园后，未能积累足够人气，导致营运一年后掀起店面关门潮。又因为2018年军队和武警部队全面停止有偿服务政策精神，部队将营地产权委托文创园管理，部队每年收取400万人民币房租；而因为园区整体商业出租率低、闲置率高，导致园区经营者面临高房租、低收益、运营成本高、招商难等多重困难。

### 一街六馆

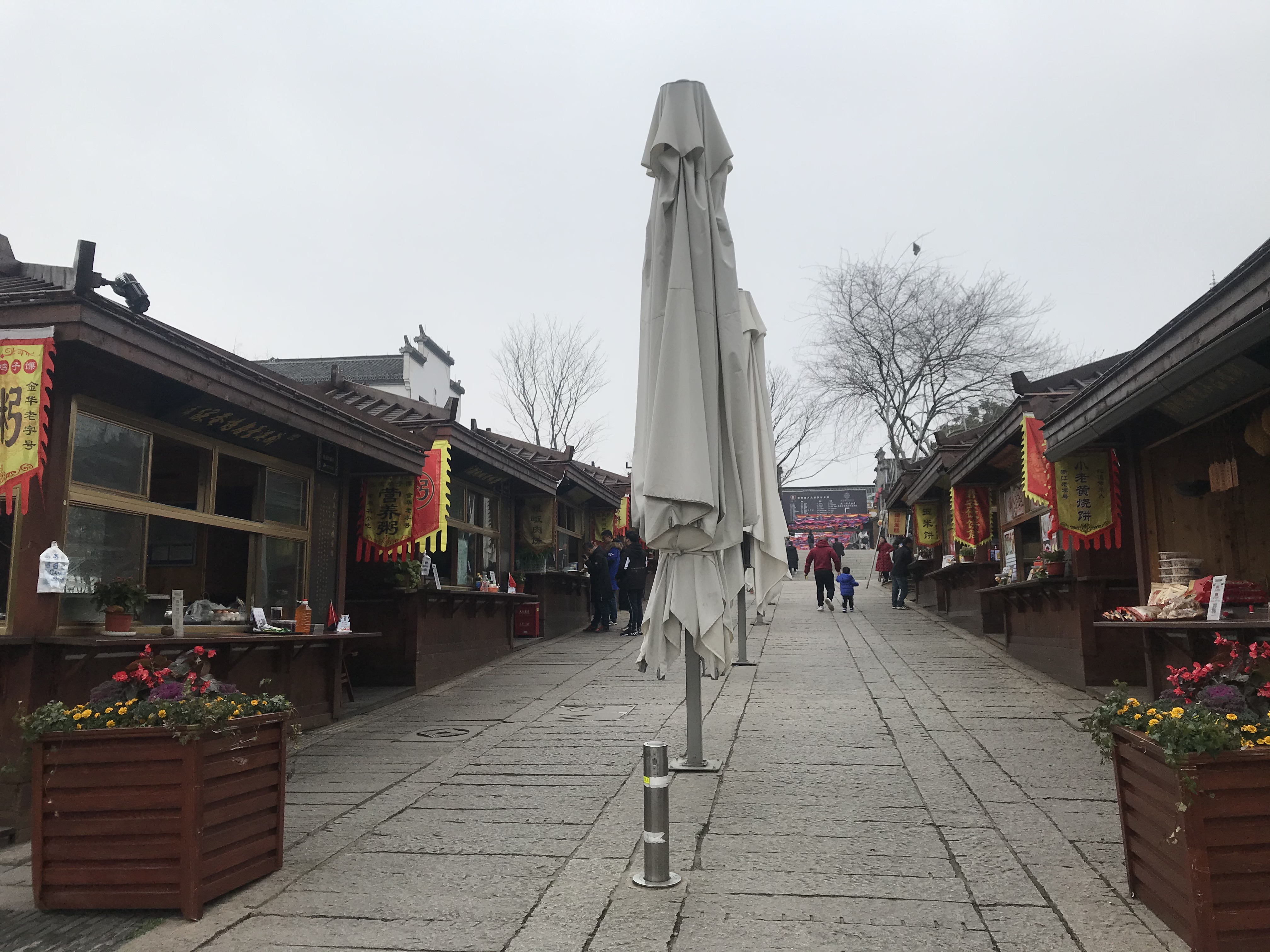
金华特色饼一条街

金华特色饼一条街位于熙春巷，位于东市街旁、原熙春门旁，于2019年3月底开放。金华特色饼一条街在熙春巷两侧建设10余间小木屋，每间小木屋经金华市各县级行政区商务部分的筛选，入驻有制作雅畈肉饼、玉米饼、兰溪鸡子馃、义乌东河肉饼、永康肉饼、浦江麦饼、金华烧饼、传统月饼，磐安卷筒饼、玉米饼、豆腐饼等的商贩。

### 城垣遗址公园

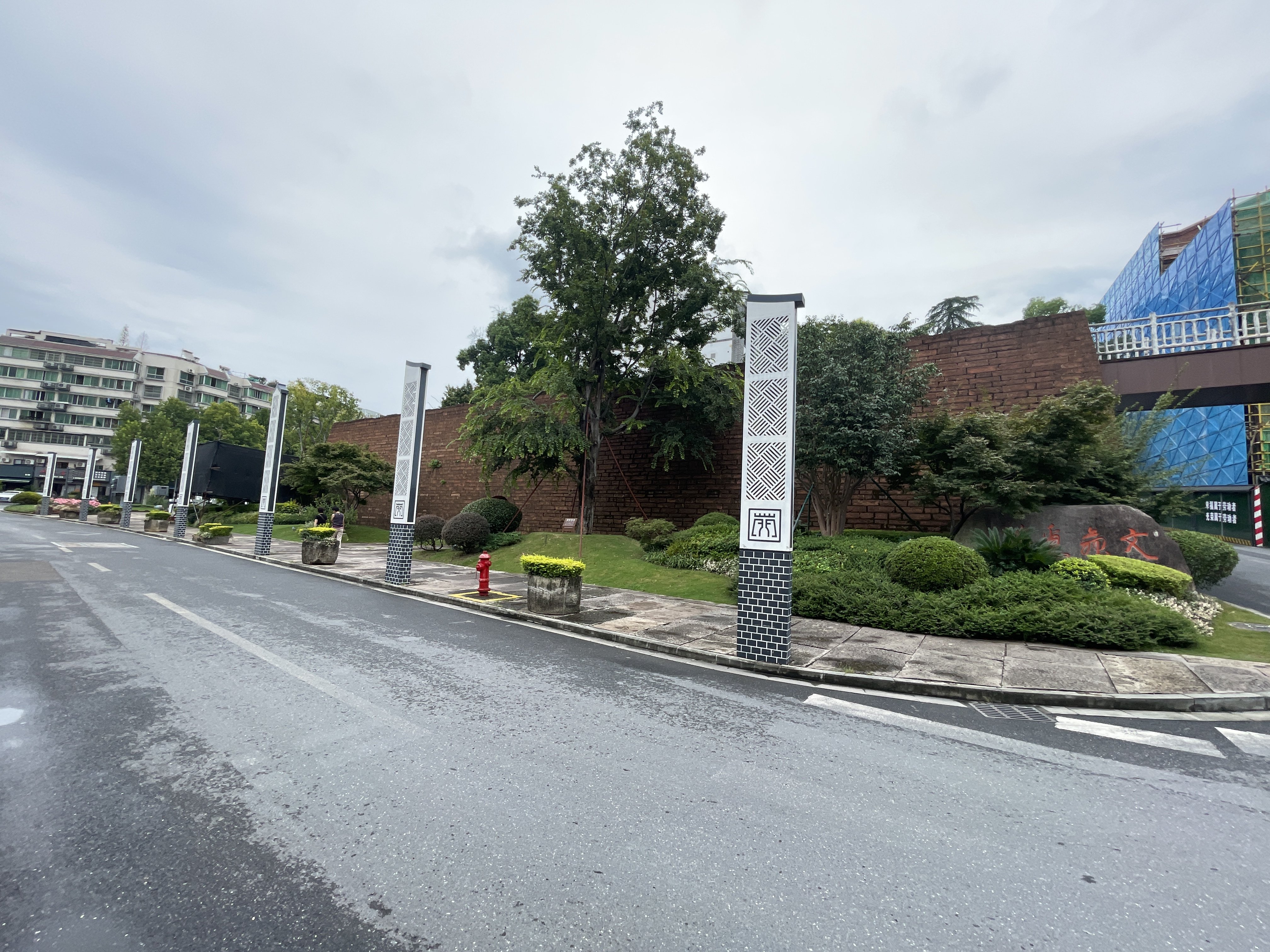
城垣遗址公园

将军路南测、鼓楼里和酒坊巷间、原金华市第六中学处有长155米的古城垣遗址，在2019年5月1日改建为城垣遗址公园开放。修复后的古城垣以红砂岩修筑，并覆盖有青苔做旧。城垣前后栽种有草坪和花坛，栽种有沙朴、柿子树、罗汉松、月季等植被。城墙东侧将军路人行道建有台阶通往城墙顶的步道。步道连接南侧的古城垣遗址小广场，系原文庙所在地，后改建为老六中的操场。

### 金华府文庙
金华县文庙建于北宋大观元年（1107），元明清多次重建。1905年科举废除后在该址相继设改为金华中学、国立英士大学农学院、金华师范学校和金华市第六中学等。文庙复建工程于2018年启动，由广厦建设承建，经过二次考古等波折后于2022年动工，2024年9月28日竣工开庙。